# Santiago de Cuba
Santiago de Cuba là thành phố lớn thứ hai tại Cuba, nằm ở phía đông Cuba, là tỉnh lỵ của Tỉnh Santiago de Cuba, cách La Habana 540 dặm về phía đông nam. Diện tích thành phố 704 km² và có các cộng đồng Guilera, Antonio Maceo, Bravo, Castillo Duany, Leyte Vidal và Moncada. Thành phố nằm bên vịnh nối biển Caribe và một cảng biển quan trọng. Dân số thành phố năm 2004 là 494.337 người.

## Di sản thế giới
Lâu đài San Pedro de la Roca của thành phố Santiago de Cuba được UNESCO được công nhận là Di sản thế giới, là nơi lưu giữ tốt nhất các di sản kiến trúc quân sự Mỹ-Tây Ban Nha dựa trên nguyên tắc thiết kế kiến trúc thời Phục Hưng.

## Khu dự trữ sinh quyển thế giới
Công viên Bodanao thuộc Santiago de Cuba được công nhận là khu dự trữ sinh quyển thế giới.